# Elena Ilinîh
Elena Ilinîh (n. 25 aprilie 1994, Aqtau, Aqtau qalalyq äkımdıgı⁠(d), Mańǵystaý, Kazahstan) este o dansatoare pe gheață, medaliată olimpică. A participat la o ediție a Jocurilor Olimpice (2014) în care a câștigat o medalie de aur și o medalie de bronz.